# Урюш-Бітулліно
Урю́ш-Біту́лліно (рос. Урюш-Битуллино, башк. Үреш-Битулла) — присілок у складі Караідельського району Башкортостану, Росія. Входить до складу Урюш-Бітуллінської сільської ради.
Населення — 126 осіб (2010; 157 у 2002).
Національний склад:
- башкири — 82 %